# Кашина Лонгора (Милано)
Кашина Лонгора је насеље у Италији у округу Милано, региону Ломбардија.
Према процени из 2011. у насељу је живело 205 становника. Насеље се налази на надморској висини од 92 м.